# Mistrovství světa v ledním hokeji do 18 let 2022 (Divize II)
Mistrovství světa v ledním hokeji do 18 let 2022 (Divize II) byl mezinárodní turnaj v ledním hokeji hráčů do 18 let, který pořádala Mezinárodní federace ledního hokeje. Turnaj Divize II A představuje čtvrtou úroveň mistrovství světa IIHF do 18 let a turnaj Divize II B představuje pátou úroveň mistrovství světa IIHF do 18 let.

## Skupina A
Turnaj se konal od 3. do 9. dubna 2022 v Tallinnu (Estonsko).

### Účastníci
| Tým            | Kvalifikace                                      |
| -------------- | ------------------------------------------------ |
| Velká Británie | 6. místo v Divizi I - skupina B 2019 a sestup    |
| Litva          | 2. místo v Divizi II - skupina A 2019            |
| Estonsko       | Pořadatel, 3. místo v Divizi II - skupina A 2019 |
| Rumunsko       | 4. místo v Divizi II - skupina A 2019            |
| Jižní Korea    | 5. místo v Divizi II - skupina A 2019            |
| Srbsko         | 1. místo v Divizi II - skupina B 2019 a postup   |

### Tabulka
|  | Týmy postupující do skupiny B divize I |

| Poř. | Tým            | Z | V | VP | PP | P | GV | GI | +/- | B  |
| ---- | -------------- | - | - | -- | -- | - | -- | -- | --- | -- |
| 1.   | Jižní Korea    | 5 | 4 | 0  | 0  | 1 | 33 | 9  | +24 | 12 |
| 2.   | Estonsko       | 5 | 4 | 0  | 0  | 1 | 24 | 7  | +17 | 12 |
| 3.   | Velká Británie | 5 | 3 | 1  | 0  | 1 | 20 | 9  | +11 | 11 |
| 4.   | Litva          | 5 | 2 | 0  | 0  | 3 | 16 | 21 | -5  | 6  |
| 5.   | Rumunsko       | 5 | 1 | 0  | 1  | 3 | 6  | 21 | -15 | 4  |
| 6.   | Srbsko         | 5 | 0 | 0  | 0  | 5 | 7  | 39 | -32 | 0  |

### Zápasy
Všechny časy jsou místní (UTC+3).
| 3. dubna 2022 12:30 | Srbsko | 2:3 (0:3, 1:0, 1:0) | Rumunsko | Tondiraba Ice Hall, Talinn Návštěvnost: - |  |

| Report |

| 3. dubna 2022 16:00 | Estonsko | 3:2 (1:0, 0:1, 2:1) | Velká Británie | Tondiraba Ice Hall, Talinn Návštěvnost: 876 |  |

| Report |

| 3. dubna 2022 19:30 | Litva | 3:5 (1:1, 1:3, 1:1) | Jižní Korea | Tondiraba Ice Hall, Talinn Návštěvnost: 155 |  |

| Report |

| 5. dubna 2022 12:30 | Velká Británie | 3:2 po prodl. (0:2, 2:0, 0:0 - 1:0) | Rumunsko | Tondiraba Ice Hall, Talinn Návštěvnost: 137 |  |

| Report |

| 5. dubna 2022 16:00 | Jižní Korea | 15:2 (6:0, 7:1, 2:1) | Srbsko | Tondiraba Ice Hall, Talinn Návštěvnost: 177 |  |

| Report |

| 5. dubna 2022 19:30 | Litva | 3:8 (1:2, 1:4, 1:2) | Estonsko | Tondiraba Ice Hall, Talinn Návštěvnost: 928 |  |

| Report |

| 6. dubna 2022 12:30 | Velká Británie | 3:2 (1:2, 2:0, 0:0) | Jižní Korea | Tondiraba Ice Hall, Talinn Návštěvnost: 125 |  |

| Report |

| 6. dubna 2022 16:00 | Litva | 6:3 (3:0, 0:2, 3:1) | Srbsko | Tondiraba Ice Hall, Talinn Návštěvnost: 115 |  |

| Report |

| 6. dubna 2022 19:30 | Estonsko | 5:0 (3:0, 2:0, 0:0) | Rumunsko | Tondiraba Ice Hall, Talinn Návštěvnost: 734 |  |

| Report |

| 8. dubna 2022 12:30 | Rumunsko | 1:2 (0:2, 1:0, 0:0) | Litva | Tondiraba Ice Hall, Talinn Návštěvnost: 233 |  |

| Report |

| 8. dubna 2022 16:00 | Srbsko | 0:8 (0:2, 0:5, 0:1) | Velká Británie | Tondiraba Ice Hall, Talinn Návštěvnost: 146 |  |

| Report |

| 8. dubna 2022 19:30 | Jižní Korea | 2:1 (0:0, 0:1, 2:0) | Estonsko | Tondiraba Ice Hall, Talinn Návštěvnost: 1 857 |  |

| Report |

| 9. dubna 2022 12:30 | Velká Británie | 4:2 (2:1, 0:1, 2:0) | Litva | Tondiraba Ice Hall, Talinn Návštěvnost: 212 |  |

| Report |

| 9. dubna 2022 16:00 | Estonsko | 7:0 (1:0, 4:0, 2:0) | Srbsko | Tondiraba Ice Hall, Talinn Návštěvnost: 956 |  |

| Report |

| 9. dubna 2022 19:30 | Rumunsko | 0:9 (0:1, 0:2, 0:6) | Jižní Korea | Tondiraba Ice Hall, Talinn Návštěvnost: 568 |  |

| Report |

## Skupina B
Turnaj se konal od 21. do 24. března 2022 v Sofii (Bulharsko).

### Účastníci
| Tým        | Kvalifikace                                                |
| ---------- | ---------------------------------------------------------- |
| Španělsko  | 6. místo v Divizi II - skupina A 2019 a sestup             |
| Čína       | 2. místo v Divizi II - skupina B 2019                      |
| Nizozemsko | 3. místo v Divizi II - skupina B 2019                      |
| Chorvatsko | 4. místo v Divizi II - skupina B 2019                      |
| Austrálie  | 5. místo v Divizi II - skupina B 2019                      |
| Bulharsko  | Pořadatel, 1. místo v Divizi III - skupina A 2019 a postup |

### Tabulka
|  | Týmy postupující do skupiny A divize II |

| Poř. | Tým        | Z | V | VP | PP | P | GV | GI | +/- | B |
| ---- | ---------- | - | - | -- | -- | - | -- | -- | --- | - |
| 1.   | Chorvatsko | 3 | 3 | 0  | 0  | 0 | 18 | 2  | +16 | 9 |
| 2.   | Španělsko  | 3 | 2 | 0  | 0  | 1 | 9  | 7  | +2  | 6 |
| 3.   | Nizozemsko | 3 | 1 | 0  | 0  | 2 | 10 | 12 | -2  | 3 |
| 4.   | Bulharsko  | 3 | 0 | 0  | 0  | 3 | 3  | 19 | -16 | 0 |
| -    | Čína       | 0 | 0 | 0  | 0  | 0 | 0  | 0  | 0   | 0 |
| -    | Austrálie  | 0 | 0 | 0  | 0  | 0 | 0  | 0  | 0   | 0 |

 Čína odhlásila svůj tým kvůli pandemii covidu-19.
 Austrálie odhlásila svůj tým 22. ledna 2022 kvůli pandemii covidu-19.

### Zápasy
Všechny časy jsou místní (UTC+2).
| 21. března 2022 15:30 | Španělsko | 0:5 (0:1, 0:2, 0:2) | Chorvatsko | Winter Sports Place, Sofie Návštěvnost: 150 |  |

| Report |

| 21. března 2022 19:00 | Nizozemsko | 8:1 (3:1, 3:0, 2:0) | Bulharsko | Winter Sports Place, Sofie Návštěvnost: 1 250 |  |

| Report |

| 22. března 2022 15:30 | Nizozemsko | 1:8 (0:1, 1:2, 0:5) | Chorvatsko | Winter Sports Place, Sofie Návštěvnost: 80 |  |

| Report |

| 22. března 2022 19:00 | Bulharsko | 1:6 (0:2, 0:2, 1:2) | Španělsko | Winter Sports Place, Sofie Návštěvnost: 850 |  |

| Report |

| 24. března 2022 15:30 | Španělsko | 3:1 (0:0, 2:1, 1:0) | Nizozemsko | Winter Sports Place, Sofie Návštěvnost: 180 |  |

| Report |

| 24. března 2022 19:00 | Chorvatsko | 5:1 (1:1, 3:0, 1:0) | Bulharsko | Winter Sports Place, Sofie Návštěvnost: 1 100 |  |

| Report |